# فیلیپه سانتانا
فیلیپه سانتانا (به پرتغالی: Felipe Augusto Santana) مدافع اهل برزیل است که در شهر Rio Claro و در تاریخ ۱۷ مارس ۱۹۸۶ به دنیا آمده‌است.
فیلیپه سانتانا در تیم‌های فوتبال Figueirense، بروسیا دورتموند، باشگاه فوتبال شالکه ۰۴، المپیاکوس، کوبان کراسنودار و اتلتیکو مینیرو سابقهٔ حضور دارد.